# Forskalia edwardsi
Forskalia edwardsi är en nässeldjursart som beskrevs av Rudolf Albert von Kölliker 1853. Forskalia edwardsi ingår i släktet Forskalia och familjen Forskaliidae. Inga underarter finns listade i Catalogue of Life.